# 橫帶腔吻鱈
橫帶腔吻鱈（学名：Coelorhynchus cingulatus），又稱帶斑腔吻鱈，為輻鰭魚綱鱈形目鼠尾鱈科的其中一種。该物种的模式产地在台湾岛附近和吕宋岛北部。

## 分布
本魚分布於西北太平洋，包括南日本、中國東海、台灣東北部、南部等海域。

## 深度
水深200至420公尺。

## 特徵
本魚頭部中大其腹面裸露無鱗，吻長而尖，頦下有一短鬚。第一背鰭有一延長呈絲狀之鰭條，第二背鰭與臀鰭之鰭條等高。鱗片上的棘刺小，多且密，約略排成平行狀。發光器長，伸達兩腹鰭基底中央，只有一發光腺。體為淡褐色，由眼後方沿伸出2條暗色條紋，體側則有不規則之暗色鞍狀斑。體長可達23公分。

## 生態
本魚為深海底棲魚類，肉食性，以小型蝦蟹為食。

## 經濟利用
常見的種類，體型小，數量多，無經濟價值，多做為下雜魚。